# Антонін (Жолкевський)
Антоні́н Жолке́вський гербу Любич (іноді Антін Жовкевський, деякі автори подають його ім'я як Антін або Антоній (пол. Antonin Żółkiewski herbu Lubicz, бл. 1662, Луцьк ― 3 лютого 1702, Храпин, нині Вараський район Рівненської області) ― василіянин, єпископ Пінсько-Турівської єпархії Руської Унійної Церкви, архимандрит Дерманського (1696) та Лавришівського (1698—1702) монастирів.

## Життєпис
Народився на Волині ― у Луцьку або його околицях. Батьки ― Михайло Жолкевський гербу Любич і Анна. Був далеким родичем польського короля Яна III Собеського, що сприяло його блискавичній церковній кар'єрі. У молодому віці вступив до Василіянського Чину. Після складання вічних обітів і початкових студій у Віленській єзуїтській колегії, навчався в єзуїтській колегії в Браунсберзі (2 жовтня 1684 ― 1687), а по тому в Папській Урбаніанській колегії Пропаганди Віри в Римі (6 грудня 1687 ― 26 червня 1690). Навчання в Римі завершив докторатом із філософії. Деякий час перебував біля митрополита Кипріяна Жоховського. В 1696 став архимандритом Дерманського монастиря. Через короткий час, в 1697 р. отримав привілей на Пінську єпископську катедру, а на василіянській капітулі 1698 р. отримав в управління Лавришівську архимандрію, яку до цього мав новопризначений архієпископ Полоцький Маркіян Білозор. Білозор пізніше скаржився до Конгрегації Поширення Віри, що архимандрію віддали Жолкевському, коли той ще не був висвячений на єпископа. Жолкевський відновив Лавришівський монастир, адже до того часу за Білозора там не було жодного монаха і «так по довгих літах почав монастир мати Службу Божу».
Помер 2 березня 1702 у маєтку Пінських унійних єпископів у с. Храпин на Волині, похований в підземеллі Пінської унійної катедри.